# Benin ai Giochi della XXXIII Olimpiade
Il Benin ha partecipato ai Giochi della XXXIII Olimpiade, svoltisi a Parigi dal 26 luglio all'11 agosto 2024, con una delegazione di cinque atleti, tre uomini e due donne in tre sport.

## Delegazione
| Sport            | Uomini | Donne | Totale |
| ---------------- | ------ | ----- | ------ |
| Atletica leggera | 1      | 1     | 2      |
| Judo             | 1      | 0     | 1      |
| Nuoto            | 1      | 1     | 2      |
| Totale           | 3      | 2     | 5      |

## Risultati

### Atletica leggera
| Q | Qualificato al turno successivo per la posizione in qualificazione                                                           |
| q | Qualificato per il turno successivo per ripescaggio o, negli eventi su campo, conquistando la misura minima per qualificarsi |

Maschile
Eventi su pista e strada
| Atleta      | Evento      | Batteria  | Batteria  | Semifinale      | Semifinale      | Finale          | Finale          |
| Atleta      | Evento      | Risultato | Posizione | Risultato       | Posizione       | Risultato       | Posizione       |
| ----------- | ----------- | --------- | --------- | --------------- | --------------- | --------------- | --------------- |
| Didier Kiki | 100 m piani | 10"76     | 3         | non qualificato | non qualificato | non qualificato | non qualificato |

Femminile
Eventi su pista e strada
| Atleta        | Evento      | Batteria  | Batteria  | Semifinale | Semifinale | Finale          | Finale          |
| Atleta        | Evento      | Risultato | Posizione | Risultato  | Posizione  | Risultato       | Posizione       |
| ------------- | ----------- | --------- | --------- | ---------- | ---------- | --------------- | --------------- |
| Noélie Yarigo | 800 m piani | 1'59"68   | 3 Q       | 2'01"35    | 8          | non qualificata | non qualificata |

### Judo
Maschile
| Atleta            | Evento | 32-esimi                   | 16-esimi             | Ottavi               | Quarti               | Semifinali           | Ripescaggio          | Med. bronzo          | Finale               | Posizione       |
| Atleta            | Evento | Avversario Risultato       | Avversario Risultato | Avversario Risultato | Avversario Risultato | Avversario Risultato | Avversario Risultato | Avversario Risultato | Avversario Risultato | Posizione       |
| ----------------- | ------ | -------------------------- | -------------------- | -------------------- | -------------------- | -------------------- | -------------------- | -------------------- | -------------------- | --------------- |
| Valentin Houinato | −81 kg | Antonio Esposito P (00-10) | non qualificato      | non qualificato      | non qualificato      | non qualificato      | non qualificato      | non qualificato      | non qualificato      | non qualificato |

### Nuoto
Maschile
| Atleta       | Evento      | Batterie | Batterie  | Semifinali      | Semifinali      | Finale          | Finale          |
| Atleta       | Evento      | Tempo    | Posizione | Tempo           | Posizione       | Tempo           | Posizione       |
| ------------ | ----------- | -------- | --------- | --------------- | --------------- | --------------- | --------------- |
| Alexis Kpadi | 100 m dorso | 57"61    | 42        | non qualificato | non qualificato | non qualificato | non qualificato |

Femminile
| Atleta                 | Evento            | Batterie | Batterie  | Semifinali      | Semifinali      | Finale          | Finale          |
| Atleta                 | Evento            | Tempo    | Posizione | Tempo           | Posizione       | Tempo           | Posizione       |
| ---------------------- | ----------------- | -------- | --------- | --------------- | --------------- | --------------- | --------------- |
| Ionnah Eliane Douillet | 50 m stile libero | 27"64    | 45        | non qualificata | non qualificata | non qualificata | non qualificata |